# 卢奇 (苏梅州)
51°38′29″N 33°26′3″E / 51.64139°N 33.43417°E
盧奇（烏克蘭語：Луч）是位於烏克蘭東北部的鄉村居民點，由蘇梅州科諾托普區的克羅萊韋茨市鎮負責管轄。該村距離什利亞赫、比洛格里韋和帕西卡1.5公里，海拔高度168米，2001年人口48。